# Jean Delumeau
Jean Léon Marie Delumeau (Nantes, 18 de junho de 1923 — Brest, 13 de janeiro de 2020) foi um historiador francês especializado em estudos sobre a história do Cristianismo e autor de vários trabalhos relacionados com a temática. Dedicou-se ainda ao estudo do Renascimento com qual obteve o Prêmio Gobert em 1968. Foi professor da cátedra da História das Mentalidades religiosas (1975–1994) no Collège de France (atualmente professor emérito). Foi titulado doutor honoris causa em 1984 pela Universidade do Porto. Era membro da Académie des inscriptions et belles-lettres.

## Obras
- 1957-1959 - Vie économique et sociale de Rome dans la seconde moitié du XVIe siècle
- 1962 - L’Alun de Rome, XVe-XVIIIe siècles
- 1965 - Naissance et affirmation de la Réforme
- 1966 - Le Mouvement du port de Saint-Malo, 1681–1720
- 1967 - La Civilisation de la Renaissance (Grand Prix Gobert de l'Académie française)
- 1969 - Histoire de la Bretagne
- 1971 - Le Catholicisme entre Luther et Voltaire
- 1974 - L’Italie de Botticelli à Bonaparte
- 1975 - Rome au XVIe siècle
- 1976 - La Mort des pays de Cocagne. Comportements collectifs de la Renaissance à l’âge classique
- 1977 - Le Christianisme va-t-il mourir? (Grand Prix catholique de littérature)
- 1978 - La Peur en Occident (XIVe-XVIIIe siècles)
- 1979 - Histoire vécue du peuple chrétien, 2 vol.
- 1983 - Le Péché et la peur : La culpabilisation en Occident (XIIIe-XVIIIe siècles)
- 1985 - Ce que je crois
- 1987 - Les Malheurs des temps. Histoire des fléaux et des calamités en France (ouvrage collectif)
- 1989 - Rassurer et protéger. Le sentiment de sécurité dans l’Occident d’autrefois
- 1990 - L’Aveu et le Pardon
- 1992 - Une histoire du Paradis. I: Le Jardin des délices
- 1992 - Le Fait religieux (ouvrage collectif)
- 1995 - Une histoire du Paradis. II: Mille ans de bonheur
- 1997 - Les Religions et les Hommes
- 2000 - Une histoire du Paradis. III: Que reste-t-il du Paradis?
- 2003 - Guetter l'aurore. Un christianisme pour demain
- 2008 - Le Mystère Campanella